# Санчес, Оскар Энрике
Оскар Энрике Санчес Ривас (исп. Óscar Enrique Sánchez Rivas; 15 июля 1955 — 25 июля 2019) — гватемальский футболист, нападающий. Выступал за сборную Гватемалы. По опросу МФФИИС занимает 19 место среди лучших футболистов Центральной и Северной Америки XX века (1-й в Гватемале). Санчес занимает 2 место в истории по количеству голов в гватемальской лиге с 224 голами.

## Биография
Оскар Энрике Санчес начал свою карьеру в возрасте 18 лет в небольшом клубе «Асес-дель-Минар», в 1974 году он переходит в команду «Комуникасьонес», в которой он остается на годы. С «Комуникасьонес» Санчес выигрывает 5 чемпионатов Гватемалы, а также 4 раза становится лучшим бомбардиром гватемальской лиги. В 1977 году Санчес забивает 6 мячей в ворота Антигуа, установив гватемальский рекорд мячей в одной игре, в том же году он забил в ворота «Типография» 5 мячей (он повторил это достижение в 1985, забив 5 голов за «Кобан Имперьяль» в ворота «Шелаху»). После ухода из «Комуникасьонес» Санчес выступал за множество клубов Гватемалы, но нигде надолго не задерживался. Он заканчивает карьеру в 1992 году, забив на всех уровнях 320 мячей. В гватемальской лиге он появлялся на поле 609 раз, забив 204 мяча, достижение, бывшее рекордным до момента, когда его побил Хуан Карлос Плата в 2006 году.
В национальной сборной Гватемалы Санчес появился в 1976 году, на Олимпийских играх в Монреале, где Санчес провёл 2 игры. Настоящий же дебют случился 26 сентября 1976 года, на квалификации к чемпионату мира 1978 в игре с Панамой. Тогда Санчес забил 3 мяча, а Гватемала победила 7:0. В общей сумме квалификаций к чемпионату мира Санчес провёл 17 матчей и забил 7 мячей.
После окончания карьеры футболиста Санчес попробовал себя на тренерском поприще, поработав с «Комуникасьонес» и «Депортиво Халапа», но успехов не добился.

## Достижения
- Рекордсмен чемпионата Гватемалы по количеству голов в одном сезоне: 41 гол